# VW166兩棲車
VW166兩棲車（德語：Volkswagen Typ 166 Schwimmwagen）是德國軍隊在第二次世界大戰廣泛採用的兩棲車輛，設計者是有名的斐迪南·保時捷，由福斯汽車廠生產。

## 基本資料
- 車長：3.83公尺
- 車闊：1.48公尺
- 車高：1.62公尺
- 重量：910公斤
- 最快陸上速度：80公里/小時
- 最快水上速度：10公里/小時
- 發動機：風冷式汽油發動機（25匹馬力）

## 設計

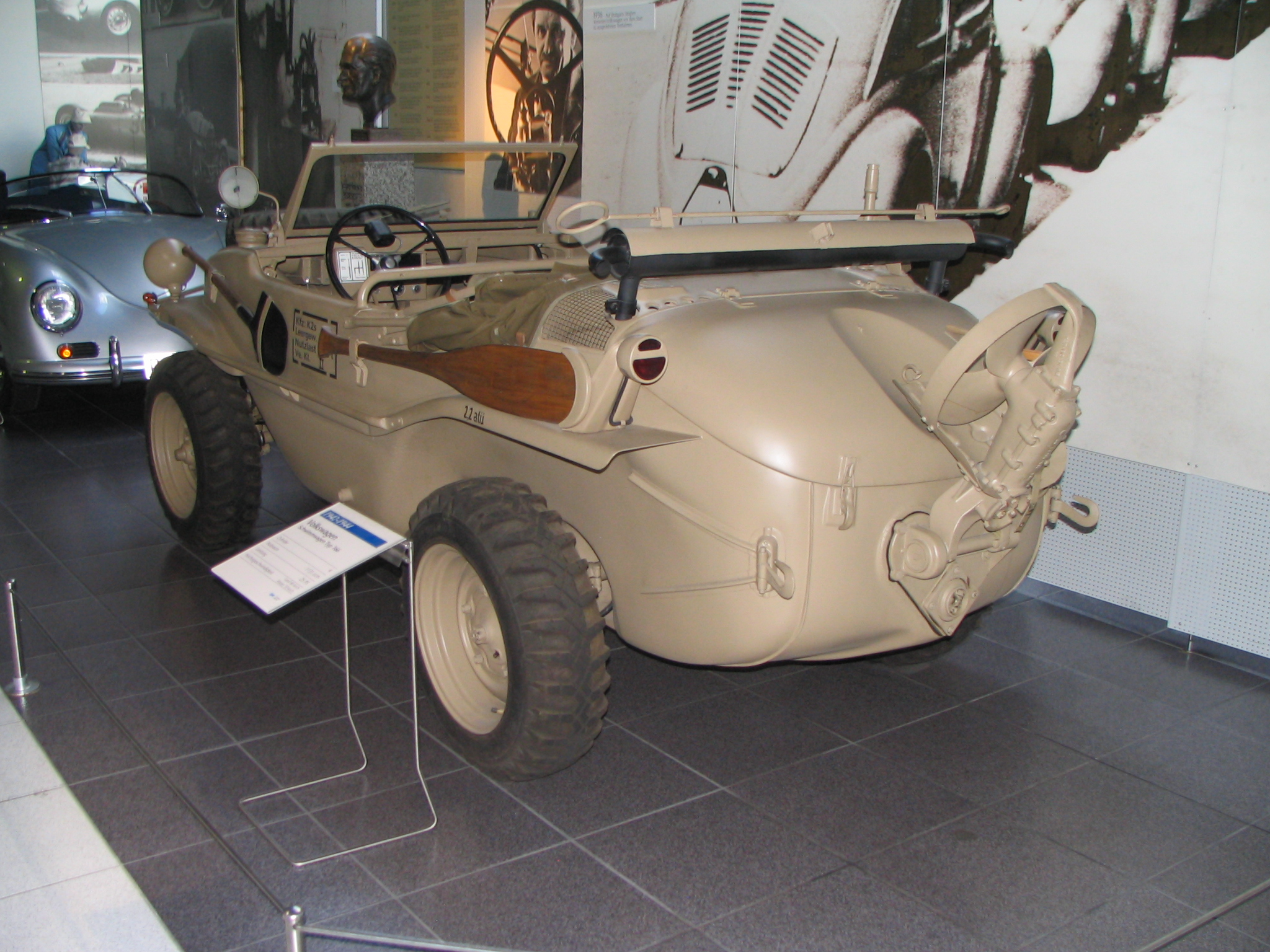
VW166的車身呈船形，請留意車尾的螺旋槳

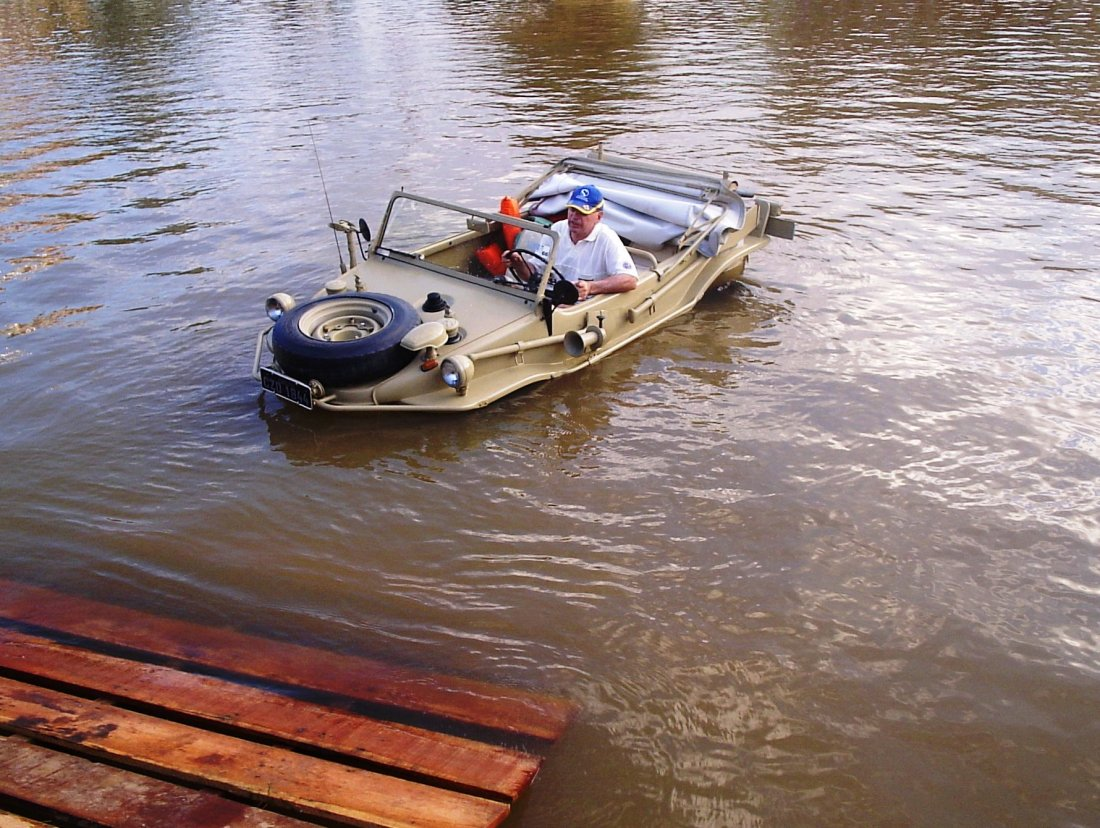
在水上的VW166

VW166兩棲車的設計和同由保時捷設計的福斯金龜車相似，由一個置於車尾氣冷式發動機推動，VW166由於要浮在水面和在水上航行，因此車身呈船形。車尾設有螺旋槳，在陸上行駛時向上收起。當車輛下水後，螺旋槳會放下並與發動機的傳動軸相連，駕駛再用齒輪箱把發動機輸出動力全部轉移推動此傳動軸，螺旋槳會轉動，VW166就因此在水上前進，前車輪在水上航行時作為船舵。

## 使用國家
- 納粹德國

## 流行文化
- 在2004年推出的電腦遊戲《戰地風雲1942》的秘密武器，當中選擇做德軍的玩家可以使用VW166
- 在2016年推出的電腦遊戲《英雄與將軍》（Heroes & Generals）為德國步兵載具。